# Rodezeewimpelvis

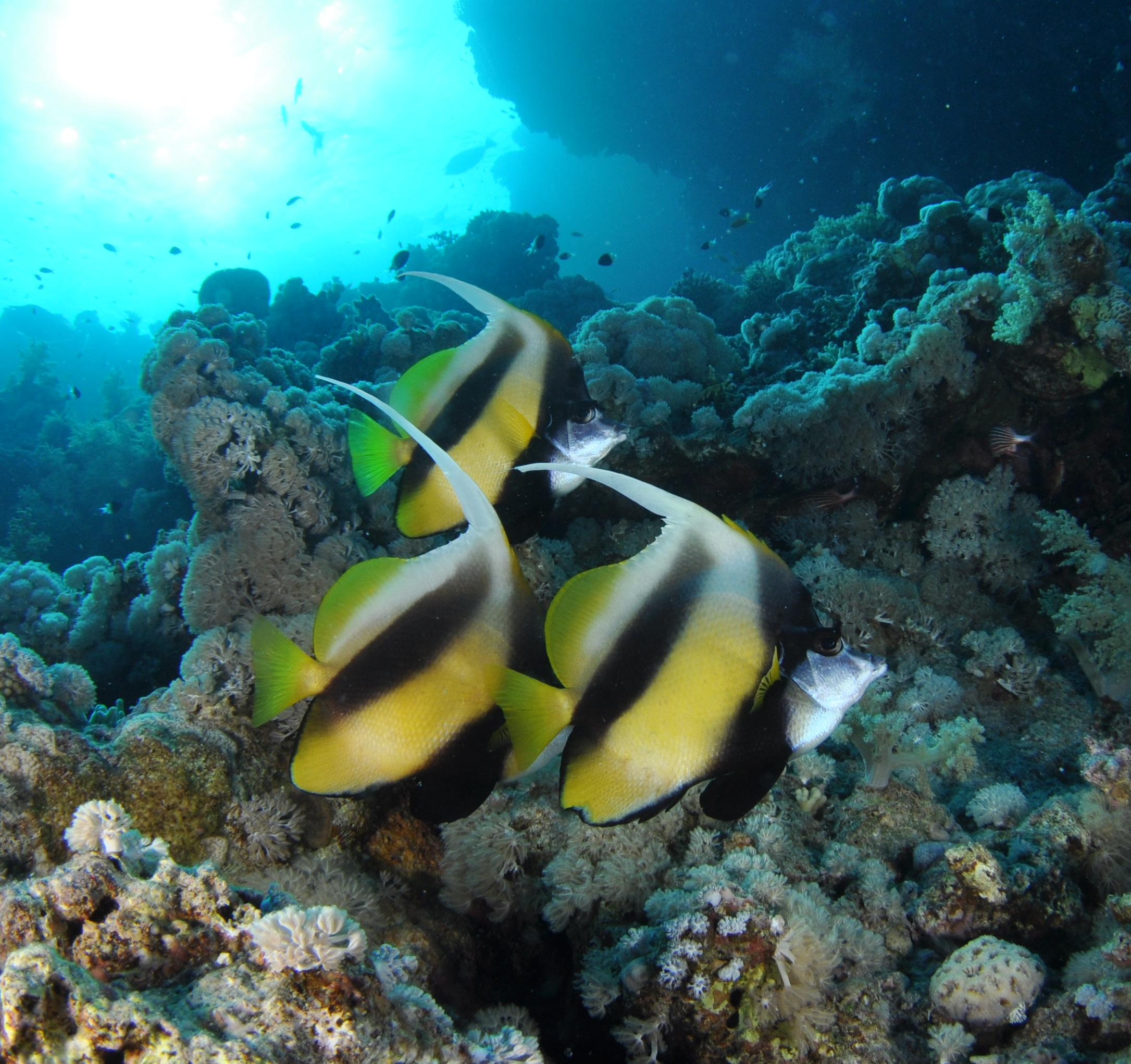
School rodezeewimpelvissen (Sharm el-Sheikh)

Heniochus intermedius is een koraalvlinder, die ook wel rodezeewimpelvis genoemd wordt. De overheersende kleur van het lichaam is geel met twee brede zwarte diagonale strepen. De witte rugvin is lang en spits uitlopend. De soort wordt ongeveer 20 cm lang. Hij komt uitsluitend voor in de Rode Zee. De vis zwemt soms in paren en soms in scholen en is sterk territoriaal. Steenkoralen tafels fungeren vaak als hun territorium.